# Scopula cernea
Scopula cernea är en fjärilsart som beskrevs av Druce 1888. Scopula cernea ingår i släktet Scopula och familjen mätare. Inga underarter finns listade.